# Islisberg
Islisberg é uma comuna da Suíça, no Cantão Argóvia, com cerca de 495 habitantes. Estende-se por uma área de 1,65 km², de densidade populacional de 300 hab/km². Confina com as seguintes comunas: Aesch bei Birmensdorf (ZH), Arni, Bonstetten (ZH), Hedingen (ZH).
A língua oficial nesta comuna é o Alemão.